# Epocilla chimakothiensis
Epocilla chimakothiensis är en spindelart som beskrevs av Jastrzebski 2007. Epocilla chimakothiensis ingår i släktet Epocilla och familjen hoppspindlar. Inga underarter finns listade i Catalogue of Life.